# Radimovice u Tábora
Radimovice u Tábora è un comune della Repubblica Ceca facente parte del distretto di Tábor, in Boemia Meridionale.